# American Pie (album)
Pour les articles homonymes, voir American Pie.
Albums de Don McLean
Tapestry
(1970) Don McLean
(1972)
American Pie est le deuxième album studio de Don McLean sorti en 1971.
Cet album est surtout connu pour la chanson American Pie à propos du « jour où la musique est morte » et le titre Vincent, un hommage à Vincent van Gogh.
Cet album est dédié à Buddy Holly.

## Liste des pistes
| No  | Titre                    | Durée |
| --- | ------------------------ | ----- |
| 1.  | American Pie             |       |
| 2.  | Till Tomorrow            |       |
| 3.  | Vincent                  |       |
| 4.  | Crossroads               |       |
| 5.  | Winterwood               |       |
| 6.  | Empty Chairs             |       |
| 7.  | Everybody Loves Me, Baby |       |
| 8.  | Sister Fatima            |       |
| 9.  | The Grave                |       |
| 10. | Babylon                  |       |

## Classements hebdomadaires
| Classement (1971-1972)         | Meilleure place |
| ------------------------------ | --------------- |
| Allemagne (Media Control AG)   | 31              |
| Australie (Kent Music Report)  | 1               |
| Canada (Canadian Albums Chart) | 1               |
| États-Unis (Billboard 200)     | 1               |
| Norvège (VG-lista)             | 12              |
| Royaume-Uni (UK Albums Chart)  | 2               |

| Classement (1982)        | Meilleure place |
| ------------------------ | --------------- |
| Nouvelle-Zélande (RIANZ) | 34              |

## Certifications
| Pays              | Certification | Unités certifiées |
| ----------------- | ------------- | ----------------- |
| États-Unis (RIAA) | 2 × Platine   | 2 000 000         |